# Верхня Пишма
Ве́рхня Пишма́ (рос. Верхняя Пышма) — місто, центр Верхньопишминського міського округу Свердловської області.

## Географія
Місто розташоване за 1 км на північ від Єкатеринбурга, на східному схилі Середнього Уралу, біля витоку річки Пишми. Має розвинену інфраструктуру і промисловістю, базове місто Уральської гірничо-металургійної компанії.

## Історія
Датою заснування села Пишма вважається 1701 рік. Тут робили першу зупинку подорожні, які від'їжджали з Єкатеринбургу. Для прибуваючих у місто з північного напрямку вона була остання на шляху прямування. Тут часто годували коней перед далекою дорогою, першими зустрічали паломників, що йдуть в Верхотур'є.
Селище Мідний Рудник (назва Верхньої Пишми до 1946 року) було засноване 1854 року разом з початком розробки мідної руди біля витоків річки Пишми. Через 2 роки після запуску рудника, поруч з ним з'явився невеликий мідеплавильний завод, який і став містоутворюючим підприємством. Але до початку XX століття запаси руди стали виснажуватися і селище зупинилося в розвитку.
Новий поштовх зростанню міста дала індустріалізація. 1929 року почалося будівництво мідноелектролітного заводу, який дав першу мідь 1934 року. Після Другої світової війни, у місті з'явилося ще декілька промислових підприємств. 1958 року відбувся пуск Пишминського Дослідного Заводу «Гіредмет» (нинішня назва — «Уралредмет») (виробляє лігатури для різних сплавів з рідкісноземельних металів, люмінофори, оптичні монокристали).
У березні 2011 року ТОВ «Уральські локомотиви» (СП «Сіменс АГ» і групи «Сінара») і ТОВ «Аероекспрес» створили спільне підприємство для локалізації виробництва електропоїздів в Росії. Виробництво складів здійснюватиметься на Уральському заводі залізничного машинобудування в Верхній Пишмі. Запуск виробництва стартував наприкінці 2013 року. Згідно з планами, завод вироблятиме для Російських залізниць близько 200 вагонів щорічно. До 2017 року 80 % виробництва цих поїздів повинно бути локалізованим в Росії. Локалізовані для Росії версії поїздів «Siemens Desiro Rus» отримали комерційну назву ЕС1/ЕС2Г «Ластівка».

## Населення
Населення — 59749 осіб (2010, 58016 у 2002).

## Постаті
- Корнєв Володимир Вікторович (1982—2014) — капітан Збройних сил України, учасник російсько-української війни.